# Муту, Шани
Шани Муту (англ.  Shani Mootoo; род. 1957, Дублин) — канадская художница, писательница и фотограф тринидадского происхождения.

## Биография
Выросла в Тринидаде. С раннего возраста у Муту был талант к рисованию, живописи и письму, уже в возрасте десяти лет, она проявила желание стать художницей. Её ранние усилия поддерживала её мать Индра (урождённая Самару). Отец Муту, Рамеш Муту, был врачом и тринидадским политиком. Большая часть личной и литературной жизни Шани Муту была сосредоточена на политической активности. В возрасте 19 лет приехала в Ванкувер. Получила степень бакалавра в Университете Западного Онтарио (1980). Была приглашенным писателем в Альбертском университете, Гелфском университете, Университете Вест-Индии. В 1994—1999 годах жила в Нью-Йорке. Получила степень магистра в Гелфском университете (2010).
Её первое литературное издание «Out on Main Street», сборник коротких рассказов, было издано в 1993 году компанией Press Gang. Её первый полнометражный роман «Cereus Blooms at Night», изданный Press Gang в 1996 году, был включён в список премий Scotia Bank Giller в 1997 году, премию за художественную литературу Этель Уилсон. Этот роман был опубликован в 15 странах.
Её мультимедиальные работы демонстрировались в Порт-оф-Спейне, Нью-Йорке, Венеции, Ванкувере.
Живёт в Торонто, преподает литературное мастерство в университете.

## Книги
- Out on Main Street & other stories (1993, новеллы)
- Цереус расцветает ночью/Cereus Blooms at Night (1996, роман; короткий список Ethel Wilson Fiction Prize, короткий список премии Гиллера, длинный список Букеровской премии; голл. пер. 1998, исп., норв. и нем. пер. 1999, фр. пер. 2001, пер. на иврит 2003)
- The Predicament of Or (2001, стихи)
- He Drown She in the Sea (2005, роман; длинный список Дублинской литературной премии; швед. пер. 2006)
- Valmiki’s Daughter (2009, роман; длинный список премии Гиллера)

## Признание
Её искусство было признано на международном уровне. Романы Муту переведены на многие языки. В 2008 году в университете Вест-Индии прошел симпозиум Проза Шани Муту в контексте карибской женской литературы.